# العلاقات البليزية الطاجيكستانية
العلاقات البليزية الطاجيكستانية هي العلاقات الثنائية التي تجمع بين بليز وطاجيكستان.

## مقارنة بين البلدين
هذه مقارنة عامة ومرجعية للدولتين:
| وجه المقارنة                                              | بليز         | طاجيكستان                          |
| --------------------------------------------------------- | ------------ | ---------------------------------- |
| المساحة (كم2)                                             | 22.97 ألف    | 143.10 ألف                         |
| عدد السكان (نسمة)                                         | 374.68 ألف   | 8.92 مليون                         |
| الكثافة السكانية (ن./كم²)                                 | 16.31        | 62.33                              |
| العاصمة                                                   | بلموبان      | دوشنبه                             |
| اللغة الرسمية                                             | لغة إنجليزية | اللغة الطاجيكية                    |
| العملة                                                    | دولار بليزي  | ساماني طاجيكي، الروبل الطاجيكستاني |
| الناتج المحلي الإجمالي (بليون دولار)                      | 1.84 مليار   | 7.15 مليار                         |
| الناتج المحلي الإجمالي (تعادل القوة الشرائية) بليون دولار | 3.05 مليار   | 24.03 مليار                        |
| الناتج المحلي الإجمالي الاسمي للفرد دولار أمريكي          | 4.88 ألف     | 925                                |
| الناتج المحلي الإجمالي للفرد دولار أمريكي                 | 8.42 ألف     | 2.69 ألف                           |
| مؤشر التنمية البشرية                                      | 0.715        | 0.624                              |
| رمز المكالمات الدولي                                      | +501         | +992                               |
| رمز الإنترنت                                              | .bz          | .tj                                |
| المنطقة الزمنية                                           | 00           | ت ع م+05:00                        |

## منظمات دولية مشتركة
يشترك البلدان في عضوية مجموعة من المنظمات الدولية، منها:
| علم المنظمة | اسم المنظمة                        | تاريخ انضمام بليز | تاريخ انضمام طاجيكستان |
| ----------- | ---------------------------------- | ----------------- | ---------------------- |
|             | مؤسسة التنمية الدولية              | 19 مارس 1982      | 4 يونيو 1993           |
|             | مؤسسة التمويل الدولية              | 19 مارس 1982      | 2 ديسمبر 1994          |
|             | منظمة حظر الأسلحة الكيميائية       | ?                 | ?                      |
|             | الأمم المتحدة                      | 25 سبتمبر 1981    | 2 مارس 1992            |
|             | الاتحاد الدولي للاتصالات           | 16 ديسمبر 1981    | 28 أبريل 1994          |
|             | منظمة الشرطة الجنائية الدولية      | ?                 | ?                      |
|             | البنك الدولي للإنشاء والتعمير      | 19 مارس 1982      | 4 يونيو 1993           |
|             | الاتحاد البريدي العالمي            | ?                 | ?                      |
|             | وكالة ضمان الاستثمار متعدد الأطراف | 29 يونيو 1992     | 9 ديسمبر 2002          |
|             | يونسكو                             | 10 مايو 1982      | 6 أبريل 1993           |
|             | الفريق المعني برصد الأرض           | ?                 | ?                      |

## وصلات خارجية
- موقع وزارة الخارجية البليزية